# Муне, Поль
Поль Муне́ (фр. Paul Mounet, 5 октября 1847 — 10 февраля 1922) — французский актёр театра и кино.

## Биография
Поль Муне родился в Бержераке в 1847 году. Он был младшим братом актёра Жана Муне-Сюлли. Учился на врача, но впоследствии выбрал игру в кино и театре. Актёрский дебют Муне состоялся в 1880 году в парижском театре «Одеон» в спектакле «Гораций».
В 1889 году Поль впервые играет в Комеди Франсэз, и через два года он становится его сосьетером. Муне получил признание благодаря ролям пьесах «Эринии», «Девочка из Арля», «Отелло», «Патри», «Гамлет», «Ярость», «Энтони», «Король», «Загадка», «Дедал» и «Царь Эдип».
Муне играл в нескольких фильмах, сыграл главную роль в немом чёрно-белом фильме «Макбет» 1909 года режиссёра Андре Кальметта.
Муне служил в Парижской консерватории в должности профессора, среди его учеников: Армен Арменян, Пьер Френе, Валентина Тессье, Элен Дьюдон, Франсуа Россе, Мариоар Вентура. Удостоен звания кавалера ордена Почётного легиона.
Муне умер от болезни сердца 10 февраля 1922 года.

## Театр
- 1909: «Ярость» А. А. Жюля-Буа, Комеди Франсэз
- 1913: «Yvonic» Поля и Жанны Ферье, Комеди Франсэз
- 1920: «Ромео и Джульетта», У. Шекспира, Комеди Франсэз

## Фильмография
| Год  |   | Русское название    | Оригинальное название | Роль    |
| ---- | - | ------------------- | --------------------- | ------- |
| 1909 | ф | Риголетто           | Rigoletto             |         |
| 1909 | ф | Макбет              | Macbeth               | Макбет  |
| 1909 | ф | Возвращение Одиссея | The Return of Ulysses | Одиссей |
| 1910 | ф | Наследница          | L'Héritière           | Луи XI  |
| 1912 | ф | Якобиты             | Les Jacobites         |         |
| 1917 | ф | По правде           | Par la vérité         |         |